# Краснопірка грецька
Краснопірка грецька, або ж червонопірка грецька (Scardinius graecus) — вид прісноводних риб родини ялецевих (Leuciscidae). Ендемік Греції. Раритетний вид риб, занесений до Червоного списку МСОП та інших природоохоронних документів.

## Опис
Виростає до 40 см завдовжки. Тіло довге, збоку сплюснуте. На голові є характерна ямочка. Має 39-42 великі, округлі луски вздовж бічної лінії.

## Поширення
Ендемік Греції. Поширений лише в озері Ілікі площею 25 км². Раніше траплявся також в озері Паралімні, але зник там після осушення озера.

## Спосіб життя
Мешкає серед прибережної рослинності невеликими групами. Харчується ракоподібними, личинками комах та комахами, а також водними рослинами. У період з квітня по червень вони нерестяться в мілководних прибережних районах, багатих водними рослинами.

## Охорона
Раритетний вузькоареальний вид риб, занесений до Червоного списку МСОП (охоронний статус: вид перебуває в небезпечному стані). Відома популяція червонопірки грецької  наразі потребує ретельної охорони  і тому вид занесений також до Директиви Європейського Союзу 92/43/ЄС «Про збереження природних оселищ та видів природної фауни і флори» (Додаток II. Види рослин і тварин, що становлять особливий інтерес для Європейського Союзу, збереження яких потребує створення територій особливої охорони).